# لغز سيتافورد
لغز سيتافورد (بالإنجليزية: The Sittaford Mystery) رواية تحقيق من تأليف اغاثا كريستي، نشرت لأول مرة في الولايات المتحدة عام 1931 تحت عنوان «جريمة قتل في هازلمور»، ونشرت في المملكة المتحدة في نفس العام تحت العنوان الأصلي للرواية، وهي أول رواية يختلف عنوان نشرها في الولايات المتحدة عن عنوان النشر الأصلي في المملكة المتحدة.
لغز سيتافورد (بالإنجليزية: The Sittaford Mystery) هي رواية أدب بوليسي للكاتبة البريطانية أغاثا كريستي، نُشرت لأول مرة في الولايات المتحدة من قبل دود وميد وشركاه في عام 1931 بعنوان جريمة قتل في هازلموور ونُشرت في المملكة المتحدة من قبل نادي كولينز للجرائم في 7 سبتمبر من نفس العام بالعنوان الأصلي للرواية الذي وضعته أغاثا. فهي أول رواية لكريستي يختلف عنوان نشرها في الولايات المتحدة عن عنوان النشر الأصلي في المملكة المتحدة. بيعت نسخة الولايات المتحدة بسعر 2 دولار ونسخة المملكة المتحدة بسعر سبعة شلنات ونصف (7/6)
تستضيف السيدة ويليت وابنتها (جلسة تحضير أرواح) في أمسية شتاء مُثلجة في دارتمور. تخبرهم الروح المُستحضرة أن الكابتن تريفيليان قد مات. وبما أن الطرق غير سالكة لقيادة المركبات، يعلن الرائد بورنابي نيته في الذهاب إلى القرية سيراً على الأقدام للاطمئنان على صديقه، حيث يجد أن التنبؤ صحيح. إميلي تريفوسيس، خطيبة ابن أخ تريفيليان، تكتشف اللغز بمرافقة الشرطة.
قوبلت الرواية بالترحيب، مع الإطراء على شخصية الآنسة إميلي تريفوسيس. الإشارات إلى السيد آرثر كونان دويل، الذي كان متوفيًا عند نشر الكتاب، وعناصر التأليف التي تستأنس بـكلب آل باسكافريل (المنشورة عام 1902) أُشير إليها أيضًا وتم تقديرها.

## ملخص الحبكة
رغم عاصفة ثلجية قوية، يجتمع بعض الجيران قرية سيتافورد في أحد منازلها، سيتافورد قرية صغيرة جدا تقع بالقرب من دارتمور، تعود ملكيتها للكابتن تريفيليان.
فيوليت، فتاة شابة وجميلة تسكن في منزل سيتافورد الرئيسي الذي عقد في الاجتماع تقترح لعبة روحانية، تقوم على استدعاء الأوراح، لكن هذه اللعبة سرعان ما تثير أعصاب الجميع عندما تشير إلى وفاة الكابتن تريفيليان عند الساعة الخامسة وخمس عشرون دقيقة زوالا.
صديق الكابتن، تريفيليان، هو الأكثر توترا بين جميع الحضور، يقرر رغم الثلوج الكثيفة، قطع أميال للوصول سيرا على الأقدام إلى بلدة ايكزمبتن التي يقيم فيها صديقه للاطمئنان عليه. عند وصوله يجد أن الكابتان قد مات فعلا، والغريب أن الطبيب يحدد وقت الوفاة تقريبا مثل الذي تم تحديده خلال اللعبة.
يتم طرح عدة احتمالات حول هوية القاتل، هل كان خادم الكابتن؟ مجرد متشرد؟ أم قريب الكابتن الرجل الشاب الذي كان في القرية خلال ارتكاب الجريمة وهو الذي سيرث عمه بعد وفاته؟ يتم اعتقال قريب الكابتن، فتسعى خطيبته المليئة بالحيوية والنشاط، رفقة أحد الصحفيين لاكتشاف الحقيقة وتبرئة خطيبها.

## الشخصيات

### المقيمون في سيتافورد (حسب أرقام المنازل التي يقطنون بها)
- منزل سيتافورد الرئيسي: السيدة ويليت وإبنتها الآنسة فيوليت.
- المنزل1: الماجور جون ادوارد بورنابي.
- المنزل2: الكابتن وايت وخادمه الهندي عبدول.
- المنزل3: السيد ريكروفت.
- المنزل4: الآنسة كارولين بيرسهاوس وابن اختها رونالد غارفيلد.
- المنزل5: السيد والسيدة كورتيس.
- المنزل6: السيد دوك.

### الشخصيات الأخرى
- الكابتن جوزيف ترافيليان: مالك منازل سيتافورد.
- روبرت ايفانز: خادم السيد ترفيليان.
- ريبيكا ايفانز: زوجة الخادم.
- السيدة بيلنغ: والدة ريبيكا والمسؤولة عن فندق بلدة ايكزمبتن.
- السيدة جينيفر غاردنر: اخت الكابتن تريفيليان، تعيش في لندن.
- جايمس بيرسون: ابن اخت السيد تريفيليان، يعيش في لندن.
- الآنسة ايميلي تريفوسيس: خطيبة جايمس بيرسون.
- السيد تشارلز انداربي: صحفي من جريدة ديلي واير.
- المفتش ناراكوت.
- المراقب ماكسويل.
- الشرطي غرايفز.
- الدكتور وارين.

## الاقتباس
تم اقتباس إحدى حلقات مسلسل "اغاثا كريستي الانسة ماربل" عام 2006 من الرواية، رغم أن الرواية لم تظهر فيها الانسة ماربل، وهذا ما يؤدي بطبيعة الحال إلى بعض التغييرات في الأحداث والشخصيات.

## الأهمية الأدبية والتلقي
كان كتاب لغز سيتافورد أول كتاب لكريستي لم يُستعرض من قبل ملحق التايمز الأدبي.
جاء في ملحق نيويورك تايمز الخاص باستعراض الكتب الصادر في 16 أغسطس 1931 أن «آخر إنتاجات الآنسة أغاثا كريستي يرقى إلى مستواها العالي المعتاد ويقارن إيجابيًا مع مقتل روجر أكرويد، وهي واحدة من أفضل الروايات التي كتبتها على الإطلاق». وأردفوا قائلين «الآنسة تريفوسيس هي واحدة من أكثر المحققين حدةً وتفضيلًا في الأقمار الأخيرة». وأخيرًا خلصوا إلى أنه «كتاب مميز للقراءة في نهاية الأسبوع».
في المراجعة القصيرة بتاريخ 23 أكتوبر 1931، قالت صحيفة ديلي ميرور «إن زوجًا من أحذية الثلج ومسابقة ذات جوائز تقدم أدلة عن المجرم، المُتخفي جيدًا».
تشارليز أوسبورن: «... رواية محبوكة بقوة، ومن غير المرجح أن يتم التوصل إلى حل ألغازها عن طريق الاستنتاج من قبل القارئ. كما أنها إحدى أكثر روايات الجرائم تسليةً للسيدة كريستي، واستخدامها لخلفية دارتمور بارع للغاية».

## العناوين العالمية
أغلبها مطابقة أو قريبة للعنوان الأصلي مثل:«لغز سيتافورد» أو «سر سيتافورد»، وعناوين مختلفة أخرى مثل:«5.25-الخامسة وخمس وعشرون دقيقة-» في الترجمة الفرنسية، «الموت يبعث رسالة» في النسخة الفنلندية.
- قام الاديب الراحل عمر عبد العزيز أمين بترجمة الرواية تحت عنوان «خاتمة المأساة» ونشرت من دار ميوزيك للطبع والنشر. وتحمل الرواية الرقم (94) ضمن السلسلة.

## المرجعية للأعمال الأدبية الأخرى
توجد العديد من نطاق التشابه بين هذه الرواية ورواية «كلب آل باسكرفيل» للروائي ارثر كونان دويل الشهير بابتكاره لشخصية المحقق شارلوك هولمز.

## روابط خارجية
- معلومات حول الرواية في الموقع الرسمي لاغاثا كريستي (باللغة الإنجليزية).
- معلومات حول حلقة مسلسل «أغاثا كريستي ماربل» المقتبسة من الرواية (باللغة الإنجليزية).
- معلومات حول الرواية في الموقع الرسمي لدار الأجيال (باللغة العربية).